# Quack Pack – Onkel D. & Die Boys!
Quack Pack – Onkel D. & Die Boys! (Originaltitel Quack Pack) ist eine 39-teilige Disney-Zeichentrickserie und wurde von 3. September bis 28. November 1996 im Programmfenster Disney Afternoon erstausgestrahlt. Sie zeigt Donald Duck und seine Neffen im Teenageralter und hat keinen Bezug zu DuckTales, der vorherigen Serie über die Bewohner Entenhausens. Zwischen 23. November 1996 und 16. August 1997 strahlte RTL die Serie auf Deutsch aus. In den USA erschien die Trickserie auf DVD, auf Deutsch erschien nur Folge 6 auf der DVD Weihnachten mit Disney Stars zusammen mit anderen Kurzfilmen. 2020 griff Folge 49 der neuen DuckTales-Serie Quack Pack! wieder auf.

## Inhalt
Donald Duck und seine Neffen Tick, Trick und Track sind gealtert. Donald trägt keinen Matrosenanzug, sondern ein Hawaiihemd und arbeitet bei einem Fernsehsender als Kameramann. Die Neffen sind Teenager, nicht mehr beim Fähnlein Fieselschweif und haben individuelle Persönlichkeiten entwickelt. So ist der in rot gekleidete Tick der Anführer, der in blau gewandete Trick ist technikbegeistert und der grüne Track kampfkunstbesessen, doch nicht immer der hellste.
Daisy arbeitet wie Donald beim Fernsehen, doch ist sie die Co-Moderatorin der Sendung Was in aller Welt, Donald dient dem Fernsehteam als Kameramann. Der Moderator Sven Power ist selbstverliebt und schubst Donald gern herum, welcher sein Temperament jedoch behalten hat. So erlebt die Familie Duck auf den Reisen des Fernsehteams oder auch in der Nachbarschaft verschiedene Abenteuer, über Sichtung von Außerirdischen, süchtigmachendem Fast-Food zur Verwandlung der Neffen in Superhelden.

## Figuren
| Figur            | Originalsprecher | Deutscher Sprecher |
| ---------------- | ---------------- | ------------------ |
| Donald Duck      | Tony Anselmo     | Peter Krause       |
| Daisy Duck       | Kath Soucie      | Irina von Bentheim |
| Tick Duck        | Jeannie Elias    | Tobias Müller      |
| Trick Duck       | Pamela Segall    | Tobias Müller      |
| Track Duck       | Elizabeth Daily  | Tobias Müller      |
| Sven Power       | Roger Rose       | Detlef Bierstedt   |
| Primus von Quack | Corey Burton     | Karl-Heinz Grewe   |

## Episodenliste
| Nr. | Originaltitel                   | Erstausstrahlung (USA) | Deutscher Titel                                         | Deutsche Erstausstrahlung | Regie         | Drehbuch                                                 |
| --- | ------------------------------- | ---------------------- | ------------------------------------------------------- | ------------------------- | ------------- | -------------------------------------------------------- |
| 1   | The Really Mighty Ducks         | 3. September 1996      | Nie wieder Zimmer aufräumen!                            | 22. Februar 1997          | Toby Shelton  | John Behnke, Rob Humphrey, Jim Peterson                  |
| 2   | Island Of The Not-So-Nice       | 4. September 1996      | Reif für die Insel                                      | 19. April 1997            | Kurt Anderson | Dean Stefan                                              |
| 3   | Leader Of The Quack             | 5. September 1996      | König Donald                                            | 1. März 1997              | Kurt Anderson | Steve Cuden                                              |
| 4   | All Hands On Duck               | 10. September 1996     | Nur Fliegen ist schöner                                 | 30. November 1996         | Toby Shelton  | Dean Stefan, John Behnke, Rob Humphrey, Jim Peterson     |
| 5   | Pride Goeth Before The Fall Guy | 11. September 1996     | Die Truhe von Tralfmador                                | 1. Februar 1997           | Toby Shelton  | Richard Stanley                                          |
| 6   | Need 4 Speed                    | 12. September 1996     | Das große Entenhausener Erdbeben                        | 9. August 1997            | Toby Shelton  | Barry Vigon, Tom Walla                                   |
| 7   | The Germinator                  | 17. September 1996     | Das Mikroben-Wellen-Gerät                               | 26. Juli 1997             | Toby Shelton  | Dean Stefan                                              |
| 8   | The Late Donald Duck            | 18. September 1996     | Lahme Entschuldigungen                                  | 5. April 1997             | Kurt Anderson | Richard Stanley                                          |
| 9   | Tasty Paste                     | 19. September 1996     | Tasty Paste ist cool                                    | 29. März 1997             | Kurt Anderson | Steve Roberts                                            |
| 10  | Phoniest Home Videos            | 24. September 1996     | Bitte recht peinlich                                    | 12. April 1997            | Kurt Anderson | John Behnke, Rob Humphrey, Jim Peterson, Richard Stanley |
| 11  | Return Of The T-Squad           | 25. September 1996     | Die Rückkehr des T-Trios                                | 5. Juli 1997              | Kurt Anderson | Bill Motz, Bob Roth                                      |
| 12  | Koi Story                       | 26. September 1996     | Der große Goldfisch-Rausch                              | 8. März 1997              | Kurt Anderson | Alicia Marie Schudt                                      |
| 13  | Ready, Aim … Duck!              | 1. Oktober 1996        | Das Gesetz der Super-Champions                          | 15. Februar 1997          | Kurt Anderson | Cathryn Perdue                                           |
| 14  | Pardon My Molecules             | 2. Oktober 1996        | Der mega-molekulare Transformationslaser                | 14. Juni 1997             | Toby Shelton  | Dean Stefan                                              |
| 15  | The Unusual Suspects            | 3. Oktober 1996        | Eine schrecklich normale Familie                        | 2. August 1997            | Toby Shelton  | Bill Motz, Bob Roth                                      |
| 16  | Ducklaration Of Independence    | 8. Oktober 1996        | Ein Drilling kommt selten allein                        | 11. Januar 1997           | Toby Shelton  | Robert Schechter                                         |
| 17  | Can’t Take A Yolk               | 9. Oktober 1996        | Jugend kennt keine Tugend                               | 31. Mai 1997              | Toby Shelton  | Thomas Hart                                              |
| 18  | Heavy Dental                    | 10. Oktober 1996       | Der Oberkaiser der Welt                                 | 12. Juli 1997             | Kurt Anderson | Douglas Langdale                                         |
| 19  | Duck Quake                      | 15. Oktober 1996       | Roadster, Rowdys und Raketen                            | 16. August 1997           | Toby Shelton  | Kevin Campbell                                           |
| 20  | The Long Arm Of The Claw        | 16. Oktober 1996       | Der lange Arm der ’Kralle                               | 19. Juli 1997             | Kurt Anderson | Bill Motz, Bob Roth                                      |
| 21  | Shrunken Heroes                 | 17. Oktober 1996       | Klein, aber gemein                                      | 18. Januar 1997           | Kurt Anderson | Marion Wells                                             |
| 22  | Snow Place To Hide              | 22. Oktober 1996       | Entscheidung auf der Wolkenspitze                       | 28. Dezember 1996         | Kurt Anderson | Dean Stefan                                              |
| 23  | Huey Duck, P.I.                 | 23. Oktober 1996       | Die Hawaii-Detektei                                     | 28. Juni 1997             | Kurt Anderson | Steve Roberts, Jymn Magon                                |
| 24  | Take My Duck, Please!           | 24. Oktober 1996       | Fremde Länder, fremde Sitten …                          | 21. Juni 1997             | Kurt Anderson | Dean Stefan, Marion Wells                                |
| 25  | Ducks By Nature                 | 29. Oktober 1996       | Das Wandern ist des Donalds Lust                        | 3. Mai 1997               | Kurt Anderson | John Behnke, Rob Humphrey, Jim Peterson                  |
| 26  | Recipe For Adventure            | 30. Oktober 1996       | Man nehme … eine Prise Abenteuer                        | 22. März 1997             | Toby Shelton  | Neil Kramer, Ned Teitelbaum                              |
| 27  | The Boy Who Cried Ghost         | 31. Oktober 1996       | Der mit dem Geist tanzt                                 | 26. April 1997            | Kurt Anderson | Steve Cuden                                              |
| 28  | I.O.U. A U.F.O.                 | 5. November 1996       | Besuch aus dem All                                      | 21. Dezember 1996         | Toby Shelton  | Cathryn Perdue                                           |
| 29  | Gator Aid                       | 6. November 1996       | Die Kroko-Farm                                          | 14. Dezember 1996         | Kurt Anderson | Steve Roberts                                            |
| 30  | None Like It Hot                | 7. November 1996       | Manche mögen’s bleich                                   | 7. Juni 1997              | Toby Shelton  | Dean Stefan                                              |
| 31  | Ducky Dearest                   | 12. November 1996      | Erziehung ist Glücksache                                | 8. Februar 1997           | Kurt Anderson | Laraine Arkow                                            |
| 32  | Transmission: Impossible        | 13. November 1996      | Ninja, übernehmen Sie!                                  | 4. Januar 1997            | Toby Shelton  | Jymn Magon                                               |
| 33  | Nosy Neighbors                  | 14. November 1996      | Vorsicht, Diebe! (Alternativtitel: Neugierige Nachbarn) | 7. Dezember 1996          | Kurt Anderson | Robert Schechter                                         |
| 34  | Hit The Road, Backwater Jack!   | 19. November 1996      | Der Schatz der Krabbengrotte                            | 24. Mai 1997              | Kurt Anderson | Robert Schechter                                         |
| 35  | Cat And Louse                   | 20. November 1996      | Katz und Maus                                           | 17. Mai 1997              | Toby Shelton  | Marion Wells                                             |
| 36  | Hero Today, Don Tomorrow        | 21. November 1996      | Heute ein Held, morgen ein Donald                       | 23. November 1996         | Toby Shelton  | John Behnke, Rob Humphrey, Jim Peterson, Marion Wells    |
| 37  | Captain Donald                  | 26. November 1996      | Käpt’n Donald                                           | 10. Mai 1997              | Kurt Anderson | Cathryn Perdue                                           |
| 38  | Stunt Double Or Nothing         | 27. November 1996      | Kleine Tricks und große Tiere                           | 25. Januar 1997           | Kurt Anderson | Marion Wells                                             |
| 39  | Feats Of Clay                   | 28. November 1996      | Das Geheimnis der Ton-Krieger                           | 15. März 1997             | Kurt Anderson | Don Gillies                                              |